# フランシス・ノース (第2代ギルフォード男爵)

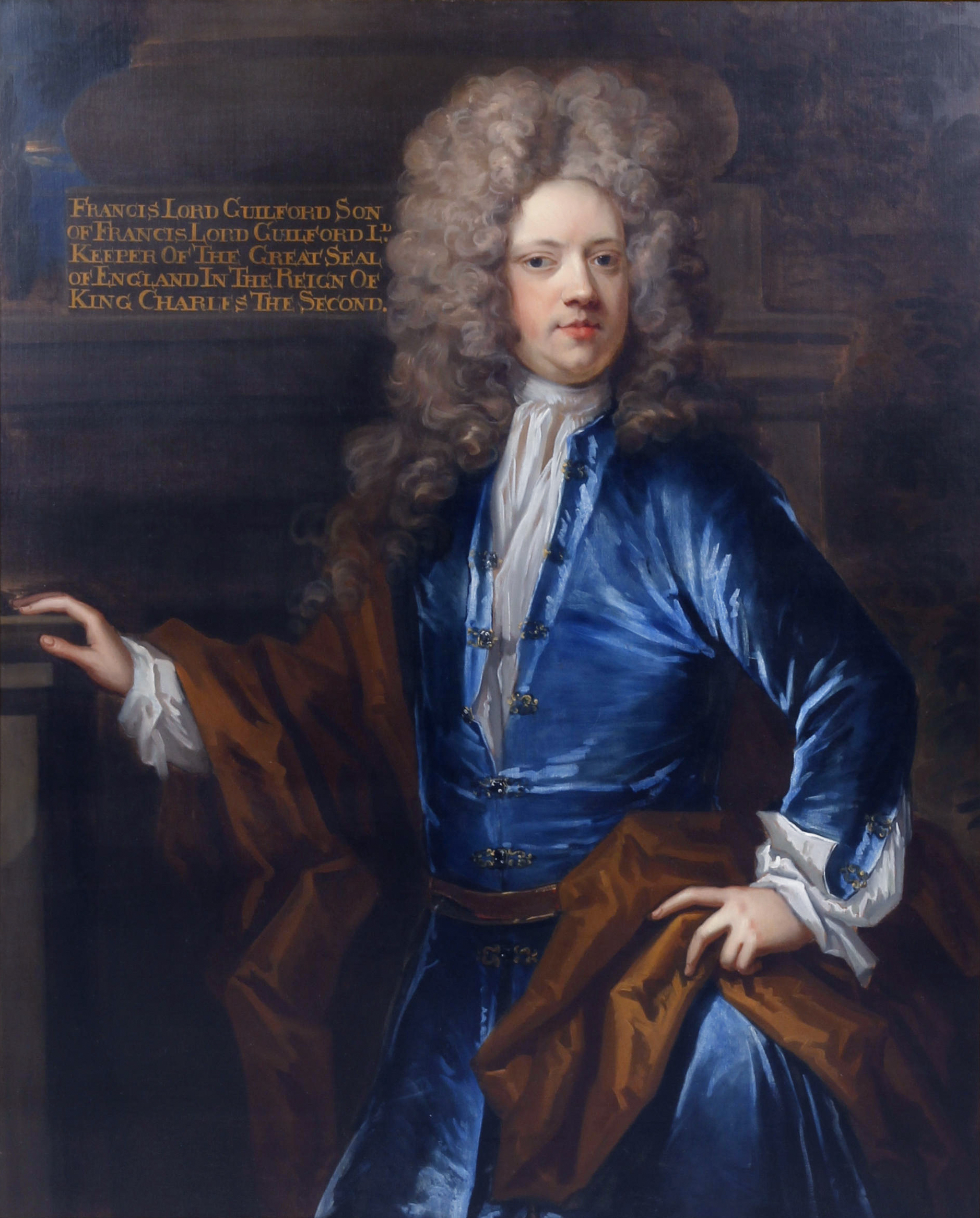
第2代ギルフォード男爵フランシス・ノース

第2代ギルフォード男爵フランシス・ノース（英語: Francis North, 2nd Baron Guilford PC、1673年12月14日 – 1729年10月17日）は、イギリスの貴族。

## 生涯
1673年12月14日、初代ギルフォード男爵フランシス・ノースの息子として生まれ、1685年9月5日に父が死去すると爵位を継承した。1703年から1705年までエセックス統監を、1713年9月から1714年まで商務委員会第一卿を務めたほか、1712年に枢密顧問官に任命された。

## 家族
1695年2月25日、エリザベス・グレヴィル（Elizabeth Greville、1699年11月4日没、第5代ブルック男爵フルク・グレヴィルの三女）と結婚したが、子供はいなかった。その後、アリス・ブラウンロウ（Alice Brownlow、第3代準男爵ジョン・ブラウンロウの娘）と再婚した。
- フランシス（1704年 – 1790年） - 第3代ギルフォード男爵、初代ギルフォード伯爵